# Kdo se boji Virginie Woolf?
Kdo se boji Virginie Woolf? (angleško Who's Afraid of Virginia Woolf?) je ameriški črno komično-dramski film iz leta 1966, ki ga je režiral Mike Nichols v svojem celovečernem prvencu. Scenarij je napisal Ernest Lehman in temelji na istoimenski igri Edwarda Albeeja iz leta 1962. V glavnih vlogah nastopata Elizabeth Taylor kot Martha in Richard Burton kot George, v stranskih vlogah pa George Segal kot Nick in Sandy Dennis kot Honey.
Film je bil premierno prikazan 21. junija 1966. Naletel je na dobre ocene kritikov in prinesel več kot 33 milijonov USD prihodkov ob 7,5-milijonskem proračunu. Na 39. podelitvi je bil nominiran za oskarja v trinajstih kategorijah, tudi za najboljši film, osvojil pa je nagrade za najboljšo igralko (Taylor), stransko igralko (Dennis), scenografijo, fotografijo in kostumografijo. Kot drugi in za zdaj zadnji film je bil nominiran v vseh mogočih kategorijah, prvemu je to uspelo film Cimarron iz leta 1931. Bil je tudi prvi film, katerega vsi uradno navedeni igralci so bili nominirani za najboljšega glavnega ali stranskega igralca oz. igralko. Osvojil je tudi nagrade BAFTA na najboljši film ter igralko (Taylor) in igralca (Burton). Leta 2007 ga je Ameriški filmski inštitut uvrstil na 67. mesto lestvice stotih najboljših ameriških filmov. Leta 2013 ga je ameriška Kongresna knjižnica izbrala za ohranitev v okviru Narodnega filmskega registra zavoljo njegove »kulturne, zgodovinske ali estetske vrednosti«.

## Vloge
- Elizabeth Taylor kot Martha
- Richard Burton kot George
- George Segal kot Nick
- Sandy Dennis kot Honey